# Nicholas Pryor

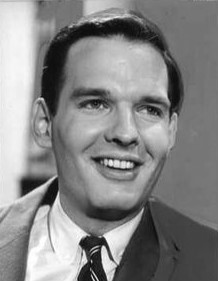
Nicholas Pryor (1964)

Nicholas Pryor (gebürtig: Nicholas David Probst; * 28. Januar 1935 in Baltimore, Maryland; † 7. Oktober 2024 in Wilmington, North Carolina) war ein US-amerikanischer Schauspieler. In seiner über 60 Jahre umfassenden Hollywood-Karriere spielte Pryor in über 180 Film- und Fernsehproduktionen.

## Leben und Karriere
Nicholas Pryor war Sohn von Dorothy und J. Stanley Probst, einem Hersteller von Medikamenten. Er wurde Schauspieler und machte sein Debüt am Broadway 1957 in dem Stück The Egghead. In den folgenden Jahren trat er noch mehrmals am Broadway auf. Erste Fernsehrollen übernahm er in den späten 1950er-Jahren. Im amerikanischen Fernsehen wurde Pryor vor allem bekannt durch seine Auftritte in bekannten Seifenopern wie All My Children, Young Dr. Malone, The Nurses, Another World, The Edge of Night und Love is a Many Splendored Thing. Während diese Seifenopern im deutschsprachigen Raum weniger bekannt wurden, übernahm er auch in Serienklassikern wie M*A*S*H, Unsere kleine Farm, Der Denver-Clan, Dallas und Mord ist ihr Hobby Gastrollen. Zwischen 1994 und 1997 spielte er in 26 Folgen von Beverly Hills, 90210 eine wiederkehrende Nebenrolle als A. Milton Arnold, der innerhalb der Serie Kanzler der California University ist.
Ab den 1970er-Jahren stand Pryor auch regelmäßig in Nebenrollen für Kinofilme vor der Kamera. In der Filmsatire Lauter nette Mädchen (1975) spielte er den unterdrückten Ehemann der von Barbara Feldon gespielten Organisatorin eines Schönheitswettbewerbes, in der Actionkomödie Die verrückteste Rallye der Welt (1976) war er als nervöser College-Professor zu sehen. Neben schwächlich und komisch wirkenden Charakteren konnte Pryor aber auch ernsthafte Autoritätsfiguren spielen, etwa als Anwalt des von Jack Nicholson gespielten Gangsterbosses in Jimmy Hoffa (1992) und als Richter in der John-Grisham-Verfilmung Die Kammer (1996). In der Rolle eines Museumskurators in dem Horrorfilm Damien – Omen II (1978) fällt er dem Antichristen zum Opfer, in der Hitkomödie Die unglaubliche Reise in einem verrückten Flugzeug (1980) spielte er einen der Flugzeugpassagiere. 
Mehrfach stellte er auch Filmväter dar: In der Komödie Lockere Geschäfte (1983) war er als gutsituierter Vater von Tom Cruises Hauptfigur zu sehen, in dem Filmdrama Unter Null (1987) nach dem gleichnamigen Roman von Bret Easton Ellis verkörperte er den gleichfalls wohlhabenden Vater von Robert Downey juniors Figur. Im 21. Jahrhundert spielte Pryor weiterhin in Fernsehserien und übernahm zuletzt kleinere Kinorollen, etwa in Die Tribute von Panem – Mockingjay Teil 1 (2014), Doctor Sleeps Erwachen (2019) und Halloween Kills (2021). Insgesamt umfasst sein filmisches Schaffen zwischen 1959 und 2021 mehr als 180 Film- und Fernsehproduktionen.
Nicholas Pryor war ab 1993 in dritter Ehe mit der Schauspielerin Christine Belford verheiratet. Aus früherer Ehe hatte er eine Tochter. Er starb im Oktober 2024 im Alter von 89 Jahren an einer Krebserkrankung.

## Filmografie (Auswahl)

### Fernsehen
- 1959: Ah, Wilderness! (Fernsehfilm)
- 1961: Alfred Hitchcock Presents (Folge 6x14)
- 1964: Another World (76 Folgen)
- 1965–1967: The Nurses (329 Folgen)
- 1967: Love is a Many Splendored Thing (74 Folgen)
- 1973–1974: The Edge of Night (unbekannte Folgenanzahl)
- 1977: Washington: Hinter verschlossenen Türen (Washington: Behind Closed Doors, Miniserie)
- 1978: Kaz & Co (Kaz, 2 Folgen)
- 1978: Judy Garland – Lehrjahre eines Hollywood-Stars (Rainbow, Fernsehfilm)
- 1979: Hart aber herzlich (Hart to Hart, Folge 1x02 Jagd in Ketten)
- 1979: Lou Grant (Folge 3x13)
- 1980: Gideons Paukenschlag (Gideon’s Trumpet, Fernsehfilm)
- 1981: Jenseits von Eden (East of Eden, Miniserie)
- 1981: Trapper John, M.D. (Folge 2x18)
- 1981: Träume zerrinnen wie Sand (Splendor in the Grass, Fernsehfilm)
- 1981: M*A*S*H (Folge 10x03)
- 1982: Simon & Simon (Folge 1x11)
- 1982: Unsere kleine Farm (Little House on the Prairie, 2 Folgen)
- 1983: Die Zeitreisenden (Voyagers!, Folge 1x17)
- 1983: Verfolgt bis in den Tod (Blood Feud, Fernsehfilm)
- 1984: Die Fälle des Harry Fox (Crazy like a Fox, Folge 1x01)
- 1985: Dallas (3 Folgen)
- 1985: Der Denver-Clan (Dynasty, Folge 6x03 Die Colbys)
- 1985: Trio mit vier Fäusten (Riptide, Folge 3x03)
- 1985: Knight Rider (Folge 4x08)
- 1985: Die Colbys – Das Imperium (The Colbys, Folge 1x03)
- 1985, 1990, 1991: Mord ist ihr Hobby (Murder, She Wrote, 3 Folgen)
- 1986: Chefarzt Dr. Westphall (St. Elsewhere, Folge 4x21)
- 1986: Tödliche Parties (Murder in Three Acts, Fernsehfilm)
- 1987: Falcon Crest (Folge 6x15)
- 1987–1988: The Bronx Zoo (21 Folgen)
- 1988: Noble House (James Clavell’s ‘Noble House’, Miniserie)
- 1988: Gebot des Schweigens (A Stoning in Fulham County, Fernsehfilm)
- 1988: Wer ist hier der Boss? (Who’s the Boss?, Folge 5x02)
- 1988: Die Diamanten-Lady (The Diamond Trap, Fernsehfilm)
- 1989: Das Model und der Schnüffler (Moonlighting, 2 Folgen)
- 1989: Operation Nightbreaker (Nightbreaker, Fernsehfilm)
- 1991: Chaos in Hollywood (The Hit Man, Fernsehfilm)
- 1991–1992: L.A. Law – Staranwälte, Tricks, Prozesse (L.A. Law, 3 Folgen)
- 1992: Ein Geist zum Küssen (Love Can Be Murder, Fernsehfilm)
- 1993: Matlock (Folge 7x11)
- 1994: Picket Fences – Tatort Gartenzaun (Picket Fences, Folge 2x18)
- 1994: Dr. Quinn – Ärztin aus Leidenschaft (Dr. Quinn, Medicine Woman, 2 Folgen)
- 1994–1997: Beverly Hills, 90210 (26 Folgen)
- 1995: Eine Walton-Hochzeit (A Walton Wedding, Fernsehfilm)
- 1995: Chicago Hope – Endstation Hoffnung (Chicago Hope, Folge 1x16)
- 1995: Cagney & Lacey: Der Tote im Park (Together Again, Fernsehfilm)
- 1995–1999: Party of Five (4 Folgen)
- 1996: Die Belagerung von Ruby Ridge (The Siege at Ruby Ridge, Fernsehfilm)
- 1996: Mörder der Engel (Dark Angel, Fernsehfilm)
- 1997: Diagnose: Mord (Diagnosis: Murder, Folge 4x14)
- 1997–2002: Port Charles (299 Folgen)
- 1998: Practice – Die Anwälte (The Practice, Folge 2x14)
- 1998: Virus X – Die tödliche Falle (Carriers, Fernsehfilm)
- 2000: Eine amerikanische Tragödie – Die O.J. Simpson Story (American Tragedy, Fernsehfilm)
- 2001: The Guardian – Retter mit Herz (The Guardian, Folge 1x03)
- 2001: The West Wing – Im Zentrum der Macht (The West Wing, Folge 3x04)
- 2003: New York Cops – NYPD Blue (NYPD Blue, 3 Folgen)
- 2003: Without a Trace – Spurlos verschwunden (Without a Trace, Folge 2x02)
- 2007: October Road (Folge 1x01)
- 2007: Ruffian – Die Wunderstute (Ruffian, Fernsehfilm)
- 2011: Hart of Dixie (Folge 1x01)
- 2012: Die Hornisse (Hornet’s Nest, Fernsehfilm)
- 2014: Nashville (Folge 2x13)
- 2014: Constantine (Folge 1x03)
- 2021: The Falcon and the Winter Soldier (Miniserie, 2 Folgen)

### Kino
- 1970: The Way We Live Now
- 1974: Der Mann auf der Schaukel (Man on a Swing)
- 1975: Lauter nette Mädchen (Smile)
- 1976: Die verrückteste Rallye der Welt (The Gumball Rally)
- 1978: Damien – Omen II (Damien: Omen II)
- 1979: Das Wunder von Pittsburgh (The Fish That Saved Pittsburgh)
- 1980: Die unglaubliche Reise in einem verrückten Flugzeug (Airplane!)
- 1983: Lockere Geschäfte (Risky Business)
- 1985: Der Falke und der Schneemann (The Falcon and the Snowman)
- 1986: Der einsame Kämpfer (Choke Canyon)
- 1987: Morgan räumt auf (Morgan Stewart’s Coming Home)
- 1987: Unter Null (Less Than Zero)
- 1990: Brain Dead
- 1990: Fremde Schatten (Pacific Heights)
- 1992: Jimmy Hoffa (Hoffa)
- 1993: Sliver
- 1994: Julius Caesar Superstar (Hail Caesar)
- 1996: Einsame Entscheidung (Executive Decision)
- 1996: Die Kammer (The Chamber)
- 1997: Mord im Weißen Haus (Murder at 1600)
- 1999: Molly
- 1999: Der Junggeselle (The Bachelor)
- 2002: Collateral Damage – Zeit der Vergeltung (Collateral Damage)
- 2007: The List
- 2014: Die Tribute von Panem – Mockingjay Teil 1 (The Hunger Games: Mockingjay – Part 1)
- 2016: Buster’s Mal Heart
- 2019: Doctor Sleeps Erwachen (Doctor Sleep)
- 2021: Halloween Kills